# Abdelkader Hachlaf
Abdelkader Hachlaf (Marruecos, 3 de agosto de 1978) es un atleta marroquí retirado especializado en la prueba de 1500 m, en la que consiguió ser medallista de bronce mundial en pista cubierta en 2003.

## Carrera deportiva
En el Campeonato Mundial de Atletismo en Pista Cubierta de 2003 ganó la medalla de bronce en los 1500 metros, llegando a meta en un tiempo de 3:42.71 segundos, tras el francés Driss Maazouzi y el keniano Bernard Lagat (plata).